# Cophixalus linnaeus
Cophixalus linnaeus es una especie de anfibio anuro de la familia Microhylidae.

## Distribución geográfica
Esta especie es endémica de la Provincia de Morobe de Papua Nueva Guinea. Habita entre los 50 y 600 m de altitud en las montañas Bowutu.

## Publicación original
- Kraus & Allison, 2009 : New species of Cophixalus (Anura: Microhylidae) from Papua New Guinea. Zootaxa, n.º 2128, p. 1-38.[3]